# Emil Mazuw

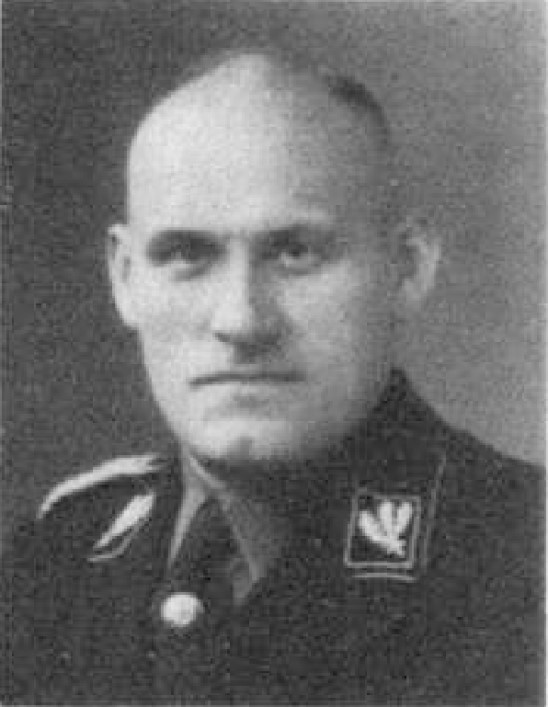
Emil Mazuw

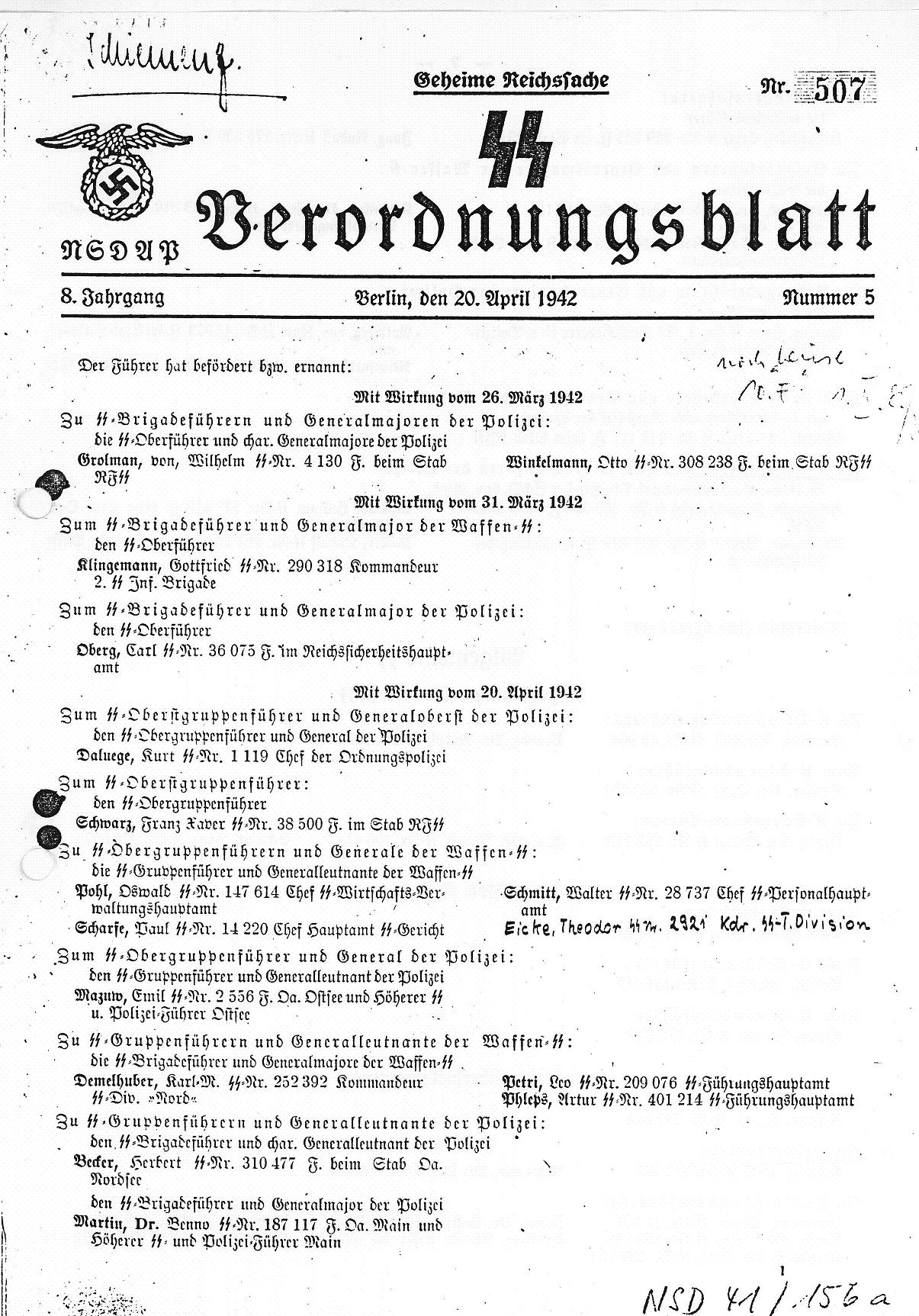
Beförderung zum SS-Obergruppenführer an Hitlers Geburtstag 1942 im SS-Verordnungsblatt

Emil Gottlieb Mazuw, ehemals Emil Gottlieb Maschuw (* 21. September 1900 in Essen; † 11. Dezember 1987 in Karlsruhe) war ein deutscher SS-Obergruppenführer und General der Waffen-SS (1944) und der Polizei (1942), Politiker sowie Höherer SS- und Polizeiführer (HSSPF) Ostsee.

## Leben
Mazuw, Sohn eines Fabrikarbeiters, absolvierte nach dem Besuch der Volksschule von 1915 bis März 1918 eine Lehre als Schlosser. Er nahm als Kriegsfreiwilliger der Marine ab April 1918 am Ersten Weltkrieg teil. Bei Kriegsende wurde Mazuw in Großbritannien interniert; nach der Selbstversenkung der Kaiserlichen Hochseeflotte in Scapa Flow am 21. Juni 1919 befand er sich bis März 1920 in Kriegsgefangenschaft. Bis Juni 1921 Angehöriger der Reichsmarine, arbeitete er bis 1925 als Schlosser und Maschinenbauer. Danach war er bis 1932 arbeitslos und arbeitete anschließend als Kraftfahrer in Coburger Stadtverwaltung, wo seit 1931 Franz Schwede, der spätere Gauleiter des Gaues Pommern, 1. Bürgermeister war. Mazuw heiratete 1932; aus der Ehe gingen drei Kinder hervor.
Mazuw trat zum 1. April 1928 der NSDAP (Mitgliedsnummer 85.231) und im selben Jahr der SA bei, er wechselte 1930 von dort zur SS (SS-Nummer 2.556). Von November 1930 bis Februar 1932 führte Mazuw den SS-Sturm 63 „Coburg“; von September 1932 bis November 1933 die SS-Standarte 41 „Oberfranken“. In der Endphase der Weimarer Republik wurde er zweimal zu Geldstrafen verurteilt: Im April 1931 vom Amtsgericht Coburg wegen gemeinschädlicher Sachbeschädigung zu 20 RM sowie im Oktober 1932 wegen fahrlässiger Körperverletzung zu 100 RM. 1930 soll sich Mazuw bei Auseinandersetzungen mit politischen Gegnern während des Wahlkampfes einen Knochenbruch zugezogen haben.
Nach der Machtübertragung an die Nationalsozialisten wurde Mazuw Ende Januar 1933 hauptamtlicher SS-Führer. Im März 1933 übertrug die Stadt Coburg Emil Mazuw die Leitung der städtischen Notpolizei, die aus 55 SS-Angehörigen bestand. Im Rahmen der Verfolgung von politischen Gegnern und Juden führte er die Verhöre in der Regimentsstube des Rathauses durch, bei denen die Gefangenen teilweise bis zur Bewusstlosigkeit misshandelt wurden.
Von November 1933 bis Anfang September 1934 war Mazuw Führer des SS-Abschnitts XXVIII in Regensburg. Im November 1933 stellte König Ferdinand von Bulgarien, seit seiner Abdankung 1918 in Coburg wohnhaft, Mazuw „einen Mercedes-Wagen zur freien Verfügung […], um ihm das Bereisen seines umfangreichen Wirkungsgebietes zu erleichtern.“
Nachdem Franz Schwede im Juli 1934 von Adolf Hitler zum Gauleiter des Gaues Pommern ernannt worden war, ging Mazuw mit nach Pommern. Im September 1934 wurde Mazuw in Stettin Führer des SS-Abschnitts XIII. Im April 1936 übernahm er den SS-Oberabschnitt Nord und von August 1938 bis Anfang Mai 1945 war er HSSPF „Ostsee“ mit Dienstsitz in Stettin; hierbei wirkte Emil Mazuw als SS-Obergruppenführer und General der Polizei auch als Gerichtsherr des SS- und Polizeigerichts XXIV Stettin. 
Ab 29. März 1936 gehörte Mazuw dem nationalsozialistischen Reichstag für den Wahlkreis 6 Pommern an.
Nach dem deutschen Überfall auf Polen war Mazuw auf Vorschlag Himmlers Beauftragter für die „Räumung“ von Heil- und Pflegeanstalten in Pommern. Auf Initiative des pommerschen Gauleiters Franz Schwede sollten die Patienten in angrenzende polnische Gebiete gebracht werden. Im Herbst 1939 wurden dort etwa 1400 Patienten aus Pommern von der SS erschossen; weitere 1000 wurden im Frühjahr 1940 in Gaswagen ermordet. Von Anfang 1939 bis September 1941 sank die Zahl der Betten in den Heil- und Pflegeanstalten der Provinz von 7600 auf 2800. Ein Teil der freigewordenen Anstalten wurde von der SS genutzt. Im April 1940 wurde Mazuw zum Landeshauptmann der Provinz Pommern ernannt.
In seiner Funktion als SS-Obergruppenführer nahm er an der Gruppenführer-Tagung am 4. Oktober 1943 in Posen teil, bei der Heinrich Himmler die erste Posener Rede hielt.
Am 9. Mai 1945 wurde Mazuw wegen seiner Zugehörigkeit zur SS interniert und am 6. April 1948 nach einem Spruchkammerverfahren des Spruchgerichts Benefeld-Bomlitz, das in der Britischen Zone für das Stalag XI B in Fallingbostel zuständig war, im Rahmen der Entnazifizierung zu acht Jahren Haft verurteilt. Am 29. Januar 1951 begann seine Verhandlung vor dem Landgericht Coburg. Zusammen mit Franz Schwede und weiteren zehn ehemaligen Angehörigen der SS wurde er aufgrund der Ereignisse im März 1933 angeklagt. Am 7. April 1951 wurde Emil Mazuw, der sich „im wesentlichen für schuldig“ bekannte, zu acht Jahren und sechs Monaten Gefängnis wegen 62facher Körperverletzung im Amt in Tateinheit mit zweimaliger versuchter Nötigung im Amt verurteilt. Die verbüßte Zeit aus dem Spruchgerichtsurteil wurde angerechnet. Am 19. Dezember 1951 folgte nach mehreren Gnadengesuchen aufgrund eines Erlasses des Bayerischen Staatsministers der Justiz vom 4. Dezember 1951 die vorzeitige Entlassung aus der Haft, die regulär bis zum 25. November 1953 gedauert hätte.
Später arbeitete Mazuw als Angestellter. Er verstarb im Dezember 1987 in Karlsruhe.

## Zitat
„Sonderbehandlung war mit ‚liquidieren‘ gleichzusetzen. Ich habe auch keine Aufklärung über diesen Begriff in Neu-Sandez meinen Untergebenen geben brauchen. Er war allgemein bekannt […].“

## Auszeichnungen
| Datum          | Rang                                             |
| -------------- | ------------------------------------------------ |
| Juni 1930      | Truppführer                                      |
| November 1930  | SS-Sturmführer                                   |
| Februar 1932   | SS-Sturmhauptführer                              |
| April 1932     | SS-Sturmbannführer                               |
| Januar 1933    | SS-Standartenführer                              |
| März 1934      | SS-Oberführer                                    |
| Januar 1936    | SS-Brigadeführer                                 |
| September 1936 | SS-Gruppenführer                                 |
| Juni 1940      | SS-Hauptsturmführer der Reserve (Waffen-SS)      |
| April 1941     | SS-Gruppenführer und Generalleutnant der Polizei |
| April 1942     | SS-Obergruppenführer und General der Polizei     |
| Juli 1944      | General der Waffen-SS                            |

- Deutsches Reiterabzeichen in Bronze
- Goldenes Parteiabzeichen der NSDAP
- Eisernes Kreuz (1939) II. Klasse
- Kriegsverdienstkreuz (1939) II. und I. Klasse mit Schwertern
- SS-Dienstauszeichnung
- Ehrendegen des Reichsführers SS
- Totenkopfring der SS